# Trogulus coriziformis
Espèce
Synonymes
- Trogulus salfii De Lerma, 1948

Trogulus coriziformis est une espèce d'opilions dyspnois de la famille des Trogulidae.

## Distribution
Cette espèce est endémique d'Italie. Elle se rencontre dans la péninsule vers les Apennins.

## Description
Les mâles mesurent de 8,4 à 12,85 mm et les femelles de 9,9 à 15,35 mm.

## Systématique et taxinomie
Cette espèce a été décrite par C. L. Koch en 1839.
Trogulus salfii a été placée en synonymie par Schonhöfer et Martens en 2008.

## Publication originale
- C. L. Koch, 1839 : Die Arachniden: Getreu nach der Natur abgebildet und beschrieben., vol. 5, p. 1–158 (texte intégral).